# Malwa (Panjab)
Malwa o Malava és una regió del Panjab (Índia) al sud del Sutlej. El nom està actualment fora d'ús. Ocupava els districtes de Firozpur o Ferozepore i Ludhiana, i els estats natius de Patiala, Jind, Nabha i Maler Kotla. Fou un lloc de reclutament de soldats sikhs, la segona regió després de Manjha. El nom seria bastant modern i l'hauria donat el cap maratha Banda Bairagi a principis del segle xviii que va prometre que seria tan fructífer com Malwa al Dècan.